# باغ و عمارت رستم دستور
باغ و عمارت رستم دستور مربوط به اواخر دوره قاجار است و در یزد، بلوار دانشجو، کوچه اشترخان، کوچه شهید احمد عسکری، پلاک ۹۳، باغ و عمارت رستم دستور واقع شده و این اثر در تاریخ ۱۶ دی ۱۳۸۷ با شمارهٔ ثبت ۲۴۴۱۹ به‌عنوان یکی از آثار ملی ایران به ثبت رسیده است.